# آماروک (نرم‌افزار)
آماروک (به انگلیسی: Amarok) یک برنامهٔ پخش موسیقی آزاد و متن باز در سیستم‌عامل‌های شبه-یونیکس است که برنامهٔ پیش‌فرض برای مدیریت و پخش فایل‌های موسیقی در محیط میزکار کی‌دی‌ای است. این برنامه اخیراً با تلاش‌های گروه کی‌دی‌ای همانند دیگر برنامه‌های این محیط در سیستم‌عامل ویندوز هم قابل اجرا شده‌است.
آماروک شامل امکانات مختلفی است که آن را به یک برنامهٔ کامل برای مدیریت و پخش فایل‌های موسیقی مبدل می‌سازد. از این جمله مدیریت مجموعه‌های موسیقی موجود و اضافه کردن خودکار آلبوم‌های جدید اضافه شده به مجموعهٔ شما و مدیریت آسان لیست‌های ترتیبی پخش (به انگلیسی: Play List) و آسانی عوض کردن مشخصات پرونده‌های موسیقی موجود (به‌اصطلاح تگ یا Tag) را می‌توان نام برد.

## نسخه‌ها
| نسخه اصلی | اسم رمز | نسخه فرعی | تاریخ نتشار | نکات         |
| --------- | ------- | --------- | ----------- | ------------ |
| ۰.۵       | وکا     | ۰.۵.۰     | ۲۳/۰۶/۲۰۰۳  | انتشار اولیه |